# Abdalqadir as-Sufi
Vous pouvez aider à l'améliorer ou bien discuter des problèmes sur sa page de discussion.
- Il ne cite pas suffisamment ses sources. Vous pouvez indiquer les passages à sourcer avec {{référence nécessaire}} ou {{Référence souhaitée}}, et inclure les références utiles en les liant aux notes de bas de page. (Marqué depuis mars 2024)
- Certaines informations devraient être mieux reliées aux sources mentionnées dans la bibliographie ou les liens externes. Améliorez sa vérifiabilité en les associant par des références. (Marqué depuis mars 2024)
- Il ne s’appuie pas, ou pas assez, sur des sources secondaires ou tertiaires. (Marqué depuis mars 2024)
- Son texte doit être wikifié : il ne correspond pas à la mise en forme Wikipédia (style, typographie, liens internes, liens entre les wikis, etc.). (Marqué depuis mars 2024)

- Archive Wikiwix
- Bing
- Cairn
- DuckDuckGo
- E. Universalis
- Gallica
- Google
- G. Books
- G. News
- G. Scholar
- Persée
- Qwant
- (zh) Baidu
- (ru) Yandex
- (wd) trouver des œuvres sur Wikidata

Abdalqadir as-Sufi (né Ian Stewart Dallas ; 1930 - 1er août 2021) est le fondateur du Murabitun World Movement et auteur de nombreux livres sur l'islam, le soufisme et la théorie politique. Né en Écosse, il était un scénariste et acteur avant de se convertir à l'islam en 1967 par l'imam de la mosquée Qarawiyyin de Fès au Maroc.

## Biographie
Ian Dallas est né en Écosse en 1930 d'une famille de montagnards. Il a voyagé énormément en Grèce, France et Italie. En 1963 il joue un rôle dans le film Huit et demi de Federico Fellini en tant que « il partner della telepata ».

### Conversion
As-Sufi se convertit à l’islam en 1967 à Fès au Maroc comme Abdalqadir avec, pour témoin, Abdalkarim Daudi, l’imam Khatib de la mosquée Qarawiyyin, et Allal al-Fasi. Il rejoint alors l’ordre Darqawi en tant qu’élève de Muhammad ibn al-Habib. Il voyage au Maroc et en Algérie avec son shaykh et fut instruit davantage par Sidi Hamud ibn al-Bashi de Blida et Sidi Fudul al-Huwari as-Sufi de Fès.

### Le Mouvement mondial Mourabitoun
La condition majeur d'une zakat correct est l'existence du pouvoir personnel, ou Emirate, puisque la zakat est, par l'injonction coranique, une règle acceptée et une pratique établi, prise par le leader, et non donné comme une sadaqa.

### Enseignement
Abdalqadir as-Sufi défendait l’adhésion à une école juridique de l’Islam, la tradition des gens de Médine comme rapport par Mâlik ibn Anas, puisqu’il considérait que c’était la formulation primordial de la société islamique et une nécessité pour le rétablissement de l’Islam à notre époque.
Abdalqadir a été responsable de l’établissement de la mosquée Ihsan à Norwich, Norfolk, Angleterre, la Grande Mosquée de Grenade, et la Mosquée Jumu’a à Cape Town.
Abdalqadir as-Sufi pensait que l’attentat suicide est interdit par la loi islamique, que son modèle psychologique est issu du nihilisme, et qu’il « divertit l’attention du fait que le capitalisme a échoué. » Il a affirmé que la Grande-Bretagne est sur « le bord du déclin terminal » et que seule la population musulman britannique peut « revitaliser l’ancienne souveraineté ». Il écrit intensément sur l’importance de la monarchie et du pouvoir personnel. Il considérait le voile du visage (ou niqab) des femmes musulmanes comme non-islamique le décrivant comme une « malfaisante hindouisation des femmes ».

### Mort
As-Sufi meurt le 1er août 2021 au Cap en Afrique du Sud.